# El arte de vivir (programa de televisión)
El arte de vivir fue un programa de televisión, emitido por La 1 de Televisión española entre 1982 y 1987.

## Formato
Espacio cultural, que combinaba documentales, con entrevistas y análisis en profundidad del mundo de las artes plásticas, música, ciencia, literatura y arquitectura tanto contemporáneas como del pasado. El espacio realizaba monográficos sobre distintos movimientos artísticos, o pintores y literatos tanto españoles como extranjeros.

## Listado de programas (parcial)
Entre los personajes a los que el programa dedicó su atención se incluyen:
- Antonio Machado (4-2-1982)
- Franz Kafka (6-1-1983)
- Rosalía de Castro (17-3-1983)
- Francisco de Goya (2-6-1983)
- Tennessee Williams (16-6-1983)
- Julio Verne (7-7-1983)
- Miguel Mihura (21-10-1983)
- Gustavo Adolfo Bécquer (27-2-1986)
- Ramón María del Valle-Inclán (29-5-1986).
- José Ortega y Gasset
- Leopoldo Alas

Entrevistas, entre otros a Camilo José Cela, Severo Ochoa, Ricardo Bofill, Francisco Umbral, Octavio Paz o Juan Rulfo.